# Sorocea pubivena
Sorocea pubivena är en mullbärsväxtart. Sorocea pubivena ingår i släktet Sorocea och familjen mullbärsväxter.

## Underarter
Arten delas in i följande underarter:
- S. p. hirtella
- S. p. oligotricha
- S. p. pubivena